# Adyuvante inmunológico
En inmunología, un adyuvante es una sustancia que aumenta o modula la respuesta inmune a una vacuna.  La palabra "adyuvante" viene del latín adiuvare, que significa ayudar o auxiliar. "Un adyuvante inmunológico se define como cualquier sustancia que actúa para acelerar, prolongar o potenciar las respuestas inmunitarias específicas de los antígenos cuando se utiliza en combinación con antígenos vacunales específicos".
En los primeros tiempos de la fabricación de vacunas, se suponía correctamente que las variaciones significativas en la eficacia de los diferentes lotes de la misma vacuna se debían a la contaminación de los recipientes de reacción. Sin embargo, pronto se descubrió que una limpieza más escrupulosa parecía reducir la eficacia de las vacunas, y que algunos contaminantes en realidad potenciaban la respuesta inmunitaria.
Hay muchos adyuvantes conocidos de uso generalizado, que incluyen sales de aluminio, aceites y virosomas.

## Visión general
Los adyuvantes en inmunología se utilizan a menudo para modificar o aumentar los efectos de una vacuna, estimulando el sistema inmunitario para que responda a la vacuna con mayor vigor, y proporcionando así una mayor inmunidad a una enfermedad concreta. Los adyuvantes cumplen esta tarea imitando conjuntos específicos de moléculas evolutivamente conservadas, los llamados patrones moleculares asociados a patógenos, que incluyen liposomas, lipopolisacáridos, jaulas moleculares para antígenos, componentes de las paredes celulares bacterianas y ácidos nucleicos endocitados como el ARN, el ARN de doble cadena, el ADN de cadena simple y el ADN que contiene dinucleótidos CpG no metilados. Dado que los sistemas inmunitarios han evolucionado para reconocer estos elementos antigénicos específicos, la presencia de un adyuvante junto con la vacuna puede aumentar en gran medida la respuesta inmunitaria innata al antígeno al aumentar las actividades de las células dendríticas, los linfocitos y los macrófagos imitando una infección natural.

### Tipos
- Compuestos inorgánicos: alumbre de potasio, hidróxido de aluminio, fosfato de aluminio,[7] hidróxido de fosfato de calcio
- Aceites: aceite de parafina,[7] propóleo (solo en estudios preclínicos ),[8] Adyuvante 65 (a base de aceite de maní.[9] El adyuvante 65 se probó en vacunas contra la influenza en la década de 1970, pero nunca se lanzó comercialmente.[10])
- Productos bacterianos: bacterias muertas de las especies Bordetella pertussis, Mycobacterium bovis, toxoides[7]
- Saponinas vegetales de Quillaja (ver Quil A),[7] soja, Polygala senega
- Citocinas: IL-1, IL-2, IL-12
- Combinaciones: adyuvante completo de Freund, adyuvante incompleto de Freund[7]
- Otras sustancias orgánicas: escualeno[7]

### Adyuvantes inorgánicos

#### Sales de aluminio
Hay muchos adyuvantes, algunos de los cuales son compuestos inorgánicos, que tienen el potencial de aumentar la inmunogenicidad. El alumbre fue la primera sal de aluminio utilizada para este propósito, pero ha sido reemplazada casi por completo por el hidróxido de aluminio y el fosfato de aluminio para las vacunas comerciales. Las sales de aluminio son los adyuvantes más utilizados en las vacunas humanas. Su actividad adyuvante se describió en 1926.
El mecanismo preciso de las sales de aluminio sigue sin estar claro, pero se han obtenido algunos conocimientos. Anteriormente se pensaba que funcionaban como sistemas de administración generando depósitos que atrapaban los antígenos en el lugar de la inyección, proporcionando una liberación lenta que seguía estimulando el sistema inmunitario. Sin embargo, los estudios han demostrado que la eliminación quirúrgica de estos depósitos no tenía ningún impacto en la magnitud de la respuesta de IgG1
El alumbre puede desencadenar que las células dendríticas y otras células inmunitarias secreten interleucina 1 beta (IL ‑ 1β), una señal inmunitaria que promueve la producción de anticuerpos. El alumbre se adhiere a la membrana plasmática de la célula y reorganiza ciertos lípidos en ella. Las células dendríticas se ponen en marcha y recogen el antígeno y se dirigen a los ganglios linfáticos, donde se adhieren a un linfocito T colaborador y, presumiblemente, inducen una respuesta inmunitaria. Un segundo mecanismo depende de que el alumbre mate las células inmunitarias en el lugar de la inyección, aunque los investigadores no están seguros de cómo mata el alumbre a estas células. Se ha especulado que las células moribundas liberan ADN que sirve de alarma inmunitaria. Algunos estudios han descubierto que el ADN de las células moribundas hace que se adhieran con más fuerza a los Linfocito T CD4+, lo que en última instancia conduce a un aumento de la liberación de anticuerpos por parte de las linfocitos B. Sea cual sea el mecanismo, el alumbre no es un adyuvante perfecto porque no funciona con todos los antígenos (por ejemplo, la malaria y la tuberculosis). Sin embargo, investigaciones recientes indican que el alumbre formulado en forma de nanopartículas en lugar de micropartículas puede ampliar la utilidad de los adyuvantes de alumbre y promover efectos adyuvantes más fuertes.

### Adyuvantes orgánicos
El adyuvante completo de Freund es una solución de Mycobacterium tuberculosis inactivado en aceite mineral desarrollado en 1930. No es lo suficientemente seguro para uso humano. Una versión sin bacterias, que es solo aceite en agua, se conoce como adyuvante incompleto de Freund. Ayuda a que las vacunas liberen antígenos durante más tiempo. A pesar de los efectos secundarios, su beneficio potencial ha dado lugar a algunos ensayos clínicos.
El escualeno es un compuesto orgánico de origen natural que se utiliza en las vacunas humanas y animales. El escualeno es un aceite, formado por átomos de carbono e hidrógeno, que producen las plantas y está presente en muchos alimentos. El escualeno también es producido por el hígado humano como precursor del colesterol y está presente en el sebo humano. El MF59 es una emulsión de aceite en agua con adyuvante de escualeno que se utiliza en algunas vacunas humanas. Se han administrado más de 22 millones de dosis de una vacuna con escualeno sin problemas de seguridad. El AS03 es otro adyuvante que contiene escualeno.
El extracto vegetal QS-21 es un liposoma compuesto por saponinas vegetales de Quillaja saponaria, el árbol de corteza de jabón. Es parte de la vacuna Shingrix aprobada en 2017.
El monofosforil lípido A (MPL), una versión desintoxicada del lipopolisacárido de Salmonella minnesota, interactúa con el receptor TLR4 para mejorar la respuesta inmunitaria. También es parte de la vacuna Shingrix.

## Respuesta inmune adaptativa
Para comprender los vínculos entre la respuesta inmunitaria innata y la respuesta inmunitaria adaptativa, a fin de ayudar a fundamentar la función de los adyuvantes en la potenciación de las respuestas inmunitarias adaptativas al antígeno específico de una vacuna, deben tenerse en cuenta los siguientes puntos:
- Las células de la respuesta inmunitaria innata, como las células dendríticas, engullen a los patógenos a través de un proceso llamado fagocitosis.
- Luego, las células dendríticas migran a los ganglios linfáticos donde linfocitos T (células inmunitarias adaptativas) esperan señales para desencadenar su activación.[24]
- En los ganglios linfáticos, las células dendríticas trituran el patógeno engullido y luego expresan los recortes del patógeno como antígeno en su superficie celular acoplándolos a un receptor especial conocido como complejo principal de histocompatibilidad .
- Luego, los linfocitos T pueden reconocer estos recortes y sufrir una transformación celular que resulta en su propia activación.[25]
- Los linfocitos T γ,δ poseen características tanto de la respuesta inmunitaria innata como de la adaptativa.
- Los macrófagos también pueden activar las células T de manera similar (pero no lo hacen de forma natural).

Este proceso llevado a cabo tanto por las células dendríticas como por los macrófagos se denomina presentación de antígeno y representa un vínculo físico entre las respuestas inmunitarias innata y adaptativa.
Tras la activación, los mastocitos liberan heparina e histamina para aumentar efectivamente el tráfico y sellar el sitio de infección para permitir que las células inmunitarias de ambos sistemas limpien el área de patógenos. Además, los mastocitos también liberan quimiocinas que dan como resultado la quimiotaxis positiva de otras células inmunitarias de las respuestas inmunitarias innata y adaptativa al área infectada.
Debido a la variedad de mecanismos y vínculos entre la respuesta inmunitaria innata y la adaptativa, una respuesta inmunitaria innata potenciada por los adyuvantes da lugar a una respuesta inmunitaria adaptativa mejorada. En concreto, los adyuvantes pueden ejercer sus efectos de mejora de la inmunidad según cinco actividades inmunofuncionales.
- Primero, los adyuvantes pueden ayudar en la translocación de antígenos a los ganglios linfáticos donde pueden ser reconocidos por linfocitos T. En última instancia, esto conducirá a una mayor actividad de las linfocitos T, lo que resultará en una mayor eliminación de patógenos en todo el organismo.
- En segundo lugar, los adyuvantes pueden proporcionar una protección física a los antígenos, lo que garantiza una entrega prolongada del antígeno. Esto significa que el organismo estará expuesto al antígeno durante más tiempo, haciendo que el sistema inmunitario sea más robusto, ya que aprovecha el tiempo adicional regulando la producción de células B y T necesarias para una mayor memoria inmunológica en la respuesta inmunitaria adaptativa.
- En tercer lugar, los adyuvantes pueden ayudar a aumentar la capacidad de provocar reacciones locales en el lugar de la inyección (durante la vacunación), induciendo una mayor liberación de señales de peligro por parte de las células liberadoras de quimiocinas, como los  linfocitos T colaboradores y los mastocitos.
- En cuarto lugar, pueden inducir la liberación de citoquinas inflamatorias que ayudan no solo a reclutar células B y T en los sitios de infección, sino también a aumentar los eventos transcripcionales que conducen a un aumento neto de leucocitos en su conjunto.
- Finalmente, se cree que los adyuvantes aumentan la respuesta inmunitaria innata al antígeno al interactuar con los receptores de reconocimiento de patrones (PRR) en o dentro de las células accesorias.

## Receptores tipo Toll
La capacidad del sistema inmunitario para reconocer moléculas ampliamente compartidas por patógenos se debe, en parte, a la presencia de receptores inmunitarios denominados receptores tipo Toll (TLR por sus siglas en inglés) que se expresan en las membranas de los leucocitos, incluidas las células dendríticas, los macrófagos, los células asesinas, células de la inmunidad adaptativa (linfocitos T y B) y células no inmunes (células epiteliales y endoteliales, y fibroblastos ).
La unión de los ligandos -ya sea en forma de adyuvante utilizado en las vacunas o en forma de moléculas invasoras en épocas de infección natural- los TLR marcan los acontecimientos moleculares clave que, en última instancia, conducen a las respuestas inmunitarias innatas y al desarrollo de la inmunidad adquirida específica del antígeno.
A partir de 2016, varios ligandos de TLR estaban en desarrollo clínico o se estaban probando en modelos animales como posibles adyuvantes.

## Complicaciones médicas

### Humanos
Las sales de aluminio utilizadas en muchas vacunas humanas son consideradas seguras por la FDA, Aunque hay estudios que sugieren el papel del aluminio, especialmente los complejos antígeno-aluminio inyectados de alta biodisponibilidad cuando se utilizan como adyuvantes, en el desarrollo de la enfermedad de Alzheimer, la mayoría de los investigadores no apoyan una conexión causal con el aluminio. Los adyuvantes pueden hacer que las vacunas sean demasiado reactogénicas, lo que suele provocar fiebre. Esto suele ser un resultado esperado tras la vacunación y suele controlarse en los bebés con medicamentos de venta libre si es necesario.
Se observó un aumento del número de casos de narcolepsia (un trastorno crónico del sueño) en niños y adolescentes en los países escandinavos y otros países europeos tras las vacunaciones para hacer frente a la pandemia de "gripe porcina" influenza A H1N1 en 2009. La narcolepsia se ha asociado previamente con el subtipo DQB1*602 del HLA, lo que ha llevado a predecir que se trata de un proceso autoinmune. Tras una serie de investigaciones epidemiológicas, los investigadores descubrieron que la mayor incidencia se correlacionaba con el uso de la vacuna antigripal adyuvada con AS03 (Pandemrix). Los vacunados con Pandemrix tenían un riesgo casi doce veces mayor de desarrollar la enfermedad. El adyuvante de la vacuna contenía vitamina E que no superaba la ingesta dietética normal de un día. La vitamina E aumenta los fragmentos específicos de hipocretina que se unen al DQB1*602 en experimentos de cultivo celular, lo que lleva a la hipótesis de que puede surgir una autoinmunidad en individuos genéticamente susceptibles, pero no hay datos clínicos que apoyen esta hipótesis. El tercer ingrediente del AS03 es el polisorbato 80. El polisorbato 80 también se encuentra en las vacunas Oxford-AstraZeneca y Janssen COVID-19.

### Animales
Los adyuvantes de aluminio han provocado la muerte de neuronas motoras en ratones cuando se inyectan directamente en la columna vertebral a la altura del cuello, y se ha informado de que las suspensiones de aceite y agua aumentan el riesgo de enfermedades autoinmunes en ratones. El escualeno ha provocado artritis reumatoide en ratas ya propensas a la artritis.
En los gatos, el sarcoma asociado a vacunas (SVA) se produce en una proporción de 1 a 10 por cada diez mil inyecciones. En 1993, se estableció mediante métodos epidemiológicos una relación causal entre el SVA y la administración de vacunas antirrábicas con adyuvante de aluminio y FeLV, y en 1996 se formó el Grupo de Trabajo sobre Sarcoma Felino Asociado a Vacunas para abordar el problema. Sin embargo, las pruebas son contradictorias en cuanto a si los tipos de vacunas, los fabricantes o los factores se han asociado con los sarcomas.

## Controversia

### Señalización TLR
A partir de 2006, la premisa de que la señalización de los TLR actúa como el nodo clave en las respuestas inflamatorias mediadas por antígenos se ha puesto en duda, ya que los investigadores han observado respuestas inflamatorias mediadas por antígenos en los leucocitos en ausencia de la señalización de los TLR. Un investigador descubrió que en ausencia de MyD88 y Trif (proteínas adaptadoras esenciales en la señalización de los TLR), seguían siendo capaces de inducir respuestas inflamatorias, aumentar la activación de las células T y generar una mayor abundancia de linfocitos B utilizando adyuvantes convencionales (alumbre, adyuvante completo de Freund, adyuvante incompleto de Freund y dicorynomycolate de monofosforo-lípido A/trehalosa (adyuvante de Ribi))
Estas observaciones sugieren que, aunque la activación de los TLR puede provocar un aumento de las respuestas de los anticuerpos, la activación de los TLR no es necesaria para inducir una mayor respuesta innata y adaptativa a los antígenos.
La investigación de los mecanismos que subyacen a la señalización de los TLR ha sido importante para comprender por qué los adyuvantes utilizados durante las vacunaciones son tan importantes para aumentar las respuestas inmunitarias adaptativas a antígenos específicos. Sin embargo, al saber que la activación de los TLR no es necesaria para los efectos de aumento de la inmunidad causados por los adyuvantes comunes, podemos concluir que, con toda probabilidad, hay otros receptores además de los TLR que aún no se han caracterizado, lo que abre la puerta a futuras investigaciones.

### La seguridad
Los informes posteriores a la primera Guerra del Golfo vincularon los adyuvantes de la vacuna contra el ántrax con el síndrome de la Guerra del Golfo en las tropas estadounidenses y británicas. El Departamento de Defensa de los Estados Unidos negó enérgicamente las afirmaciones.
Al hablar de la seguridad del escualeno como adyuvante en 2006, la Organización Mundial de la Salud declaró que "será necesario realizar un seguimiento para detectar cualquier acontecimiento adverso relacionado con la vacuna". La OMS no ha publicado dicho seguimiento.
Posteriormente, el Centro Nacional de Información Biotecnológica de Estados Unidos publicó un artículo en el que se analizaba la seguridad comparativa de los adyuvantes de las vacunas y en el que se afirmaba que "el mayor reto que queda por resolver en el campo de los adyuvantes es descifrar la posible relación entre los adyuvantes y las reacciones adversas raras de las vacunas, como la narcolepsia, la miofascitis macrofágica o la enfermedad de Alzheimer".